# 건원중보
건원중보(乾元重寶)란 고려 초기에 만들어진 한반도 최초의 화폐를 말한다.
996년(성종 15년) 처음 발행되어 이듬해인 997년에 유통되었다. 철로 만들어졌으며 둥근 모양에 가운데는 네모난 구멍이 나 있다. 철전(鐵錢)과 동전(銅錢)이 있는데, 철전이 한국 최초로 주조된 화폐이다. 본래 당나라의 숙종 건원연간(乾元年間 : 758~759)에 주조·발행된 화폐였는데, 고려는 이를 모방하여 996년(성종 15)에 철전을 처음으로 만들어 이듬해(997년) 발행했다. 화폐 이름은 당나라의 것을 본떠 앞면에 새겼지만, 뒷면에는 한국의 별호(別號)인 동국(東國)을 표기하여 주체의식을 나타냈다. 당시 고려는 자급자족을 위주로 하는 사회이므로 일정한 액면가치를 가지는 금속화폐나 지폐보다는 포화(布貨)를 비롯한 현물화폐가 널리 유통되었다. 따라서 발행된 뒤 크게 쓰이지는 않았으며, 1002년(목종 5)에 이르러 국왕의 교지(敎旨)로 유통을 중단시켰다. 건원중보 철전은 뒤에 주조된 건원중보 동전, 동국통보(東國通寶), 동국중보(東國重寶) 등과 함께 1910년대초 개성 부근의 고려 고분에서 출토되었다.

## 같이 보기
- 고려의 화폐

## 참고 자료
- 이 문서에는 다음커뮤니케이션(현 카카오)에서 GFDL 또는 CC-SA 라이선스로 배포한 글로벌 세계대백과사전의 내용을 기초로 작성된 글이 포함되어 있습니다.